# 吉野里亜
吉野 里亜（よしの りあ、1972年9月12日 - ）は、日本のグラビアアイドル、タレント、女優。愛知県出身。身長158cm。スリーサイズはB79 W54 H84。血液型はO型。

## 来歴・人物
- 1980年代末期にグラビアアイドルとしてデビュー。「大海賊」、「すッぴん」といった英知出版の雑誌に登場した。同時期のグラビアアイドルとしては増田未亜、高橋由美子などがおり、増田とは『地球防衛少女イコちゃん 大江戸大作戦』でも共演している。
- 芸名の吉野里亜は、デビュー当時大きな話題になっていた吉野ヶ里遺跡から安直に名付けたと、後に本人が語っている。

## 出演

### バラエティ
- ミックスパイください（1990年- ?、CBC） - レポーター
- 吉本花の金シャチTV（名古屋テレビ）

### テレビドラマ
- 月曜ドラマスペシャル「赤川次郎サスペンス 冠婚葬祭殺人事件」（1997年8月25日、TBS系）- ウェイトレス役
- 土曜ワイド劇場 船長シリーズ9「愛と死の殺人海流」（1997年、テレビ朝日系）- 紀里 役

### CM
- 名古屋鉄道「名鉄マリン切符」（1995年）

## 作品

### 映画・ビデオ
- 地球防衛少女イコちゃん 大江戸大作戦（1990年）- おいこ役
- やさしくなりたい（1992年、ファンハウス）主演
- 永遠の美少女 吉野理亜コレクション - 「吉野理亜」名義

## 出版

### 写真集
- 吉野理亜写真集 そよ風のバラード（1990年、ビッグマン） -　撮影：稲村幸夫、「吉野理亜」名義

### 雑誌
- デラべっぴん No.91（1993年6月号、英知出版）表紙